# 堀田正路 (海軍軍人)
堀田 正路（ほった まさみち、1879年（明治12年）12月31日 - 1973年（昭和48年）2月18日）は、日本の海軍軍人、華族。旧佐野藩主堀田家当主で爵位は子爵。軍人としての最終階級は海軍中佐。位階勲等は1939年時点で正三位勳三等。功四級に叙されている。

## 経歴
河内狭山藩最後の藩主であった北条氏恭の次男である。氏恭は佐野藩主堀田正衡の子で、最後の佐野藩主堀田正頌の叔父にあたる。正路は従兄でもある正頌の養子となり、1896年（明治29年）に襲爵した。

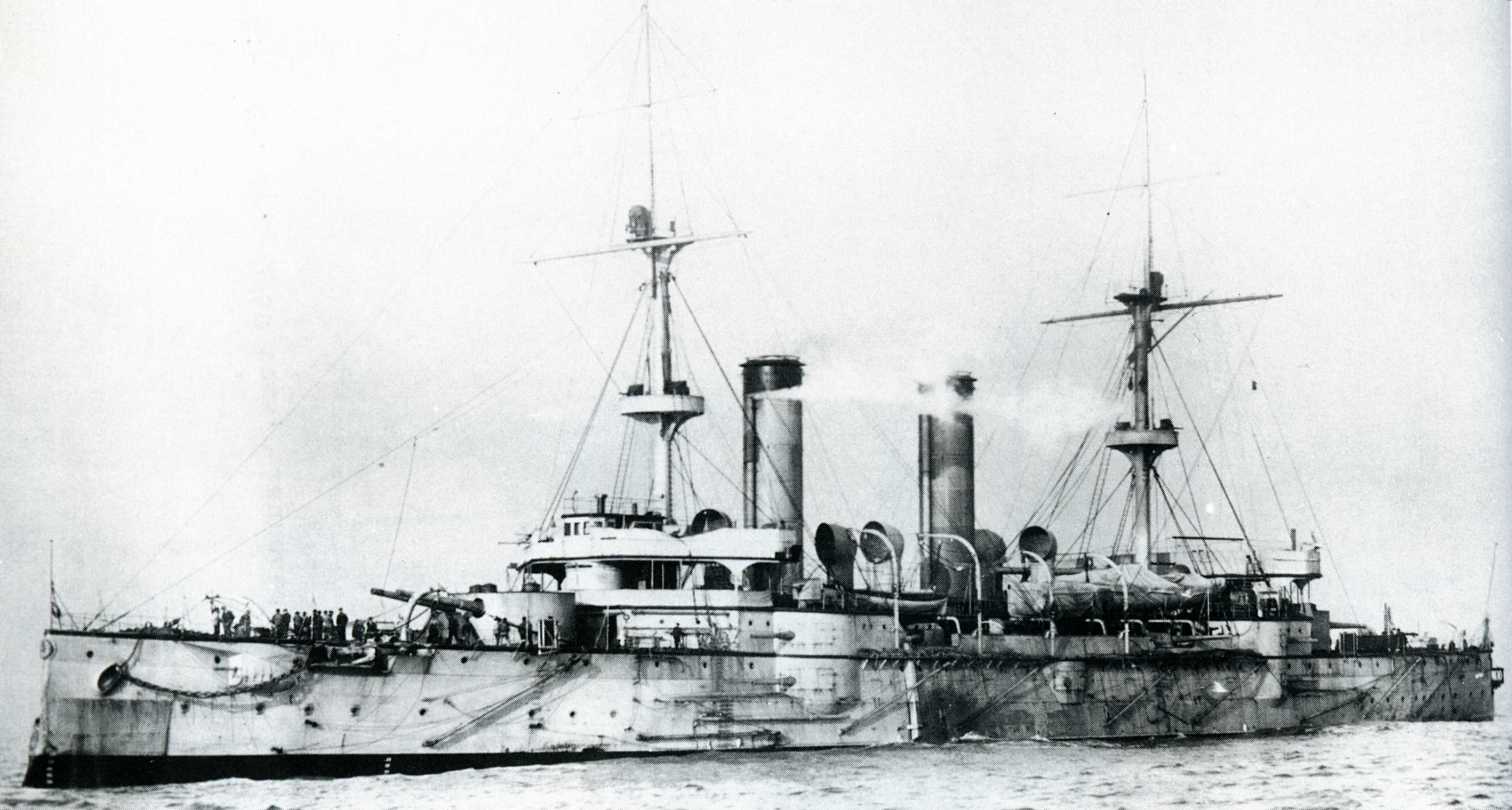
「浅間」は第二艦隊第二戦隊に属して日本海海戦を戦った。写真は1898年に撮影したもの。

正路は海軍兵学校に進み、1901年（明治34年）29期生として卒業。席次は125名中21番で、 1903年（明治36年）1月に少尉に任官した。「浅間」乗組みとして日露戦争に参戦し、艦載水雷艇を指揮して第二軍の上陸作戦を援護し、機雷の設置や魚雷攻撃を行っている。日本海海戦は同艦の分隊長として戦った。
戦後は水雷艇「雁」艇長（大尉）、軍令部出仕（少佐）を経て、1907年（大正6年）から翌々年にかけて駐米大使館附武官補佐官（中佐）として米国に駐在し、造船造兵監督官を兼任した。上司の武官は野村吉三郎である。日本海軍の仮想的国である米国での駐在勤務は顕職であった。帰国後横須賀鎮守府附を経て、1922年（大正11年）8月16日予備役編入となる。
日露戦争時の正路について「浅間」艦長八代六郎は以下のような報告を行っている。

## 栄典
位階
- 1910年（明治43年）12月27日 - 従四位[9]
- 1918年（大正7年）1月10日 - 正四位[10]
- 1945年（昭和20年）2月15日 - 従二位[11]

勲章等
- 1906年（明治39年）4月1日 - 功四級金鵄勲章・勲五等双光旭日章・明治三十七八年従軍記章[12]